# Carl Raimund Wallner
Carl Raimund Wallner, auch Karl Raimund Wallner (* 31. August 1881 in Augsburg; † 19. Juli 1934 an der Höfats, Allgäu) war ein deutscher Mathematiker und Mathematikhistoriker.
Wallner studierte 1900 bis 1904 in München und wurde dort 1905 bei Ferdinand Lindemann promoviert (Die Verteilung der Primzahlen nach neuen Gesichtspunkten behandelt). Er war Mitglied des mathematikhistorischen Seminars von Anton von Braunmühl in München. 1909 wurde er Reallehrer in Rothenburg ob der Tauber, wo er auch Studienprofessor wurde. Ab 1932 war er in Kempten. Am 19. Juli 1934 kam er bei einem Kletterunfall an der Höfats im Allgäu ums Leben.
Er verfasste den Abschnitt  Totale und partielle Differentialgleichungen. Differenzen- und Summenrechnung. Variationsrechnung für den vierten Band der Vorlesungen zur Geschichte der Mathematik von Moritz Cantor (1908).

## Schriften
- Die Verteilung der Primzahlen nach neuen Gesichtspunkten behandelt, 1905 (Dissertation)